# Ottniell Jürissaar
Ottniell Jürissaar, född 27 mars 1924 i Tartu, död 7 september 2014, var en estländsk poet, dirigent och körledare.
Han var son till konstruktören Johannes Jürissaar och Salvi Juhainen samt bror till Harald Jürissaar och keramiken Ester Lundvik. Han avlade studentexamen vid Hugo Treffneri Gümnaasium 1943, och var efter studierna soldat i finska armén i kriget mot Sovjetunionen. Efter kriget tillbringade han sju år i sibiriskt fångläger innan han tvingades gå i exil (bland annat vistades han en period i Sverige). Från början av 1960-talet till 1971 bodde han Kohtla-Jarve där han arbetade som lärare och dirigent. Vid sidan av sitt arbete ledde han blandkören Heli och damkören Kaja. Han flyttade till Tallinn 1971 där han i början av 1990-talet ledde ensemblen Memento i Tallinn. 
Jürissaar har skrivit ett flertal diktsamlingar och memoarer med beskrivningar om tiden i fånglägret. Flera av hans böcker och dikter har översatts till finska och engelska.
Han tilldelades Vita stjärnans orden 2001 och blev medlem i Reformpartiet 2013.